# Аміноіміди
Аміноіміди (рос. аминоимиды, англ. amine imides) — хімічні сполуки, формально утворені приєднанням аміну R3N до нітрену RN:.Структура R3N+-N-R виражає 1,2-диполярний характер аміноімідів. Систематична назва — заміщені діазан2-ій-1-іди. 
Приклад: триметиламіно N-метилімід (або 1,2,2,2-тетраметилдіазан-2-ій-1-ід) Me3N+-N-Me.
Небажаним згідно з IUPAC синонімом є amino imines.